# 게곤 폭포

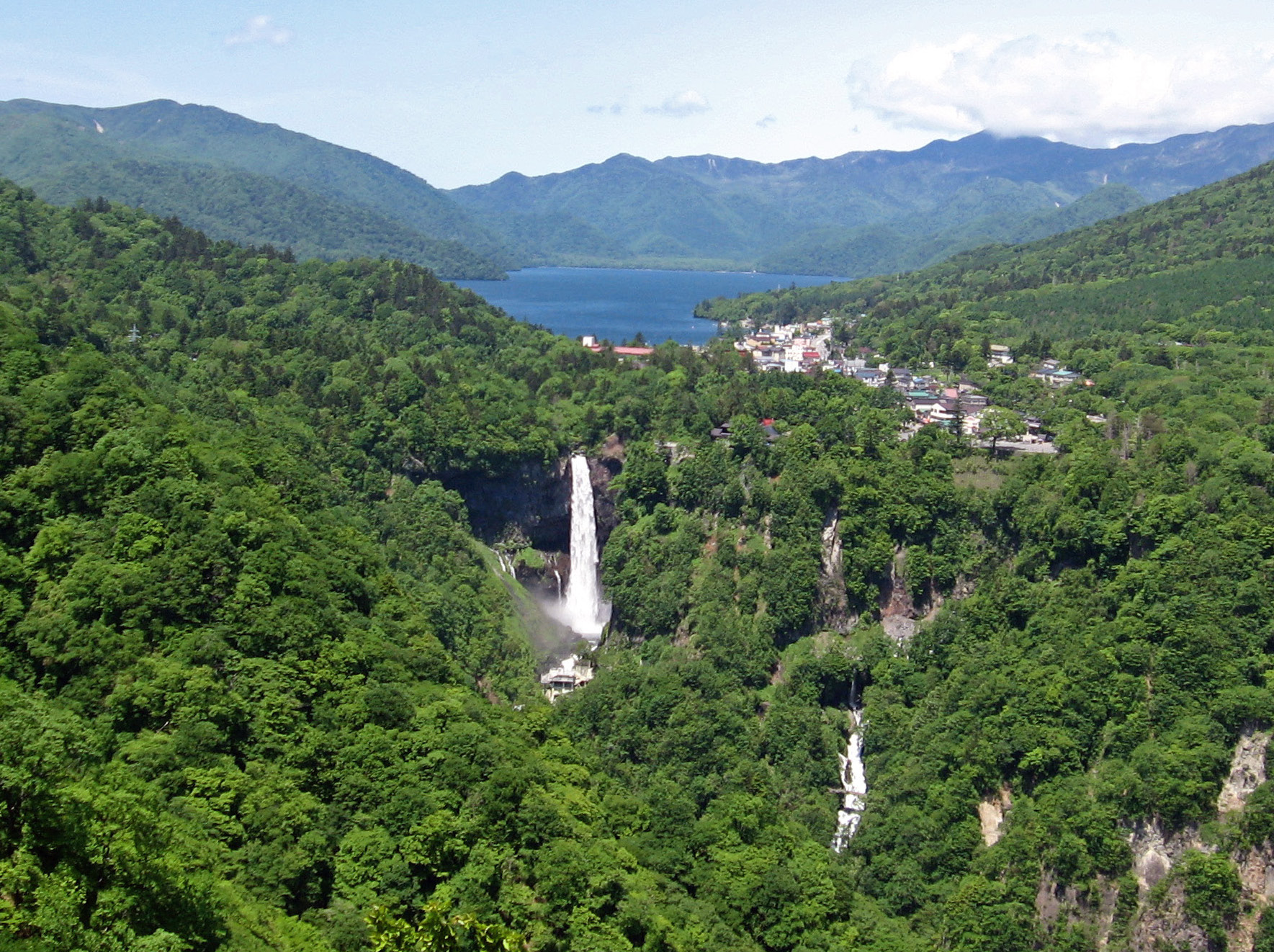
게곤 폭포 주젠지호

게곤 폭포(일본어: 華厳の滝 게곤 노 다키[*], 화엄폭포)는 도치기현 닛코시의 닛코 국립공원에 있는 폭포로 승려 쇼도가 발견하였다고 한다. 불교 경전중 하나인 화엄경에서 연유해 화엄폭포라는 이름이 붙여졌다고는 하지만, 닛코에는 아함폭포, 방등폭포, 반야폭포, 열반폭포도 있어 천태종의 오시팔교에서 따온 것으로 보고 있다.

## 개요
난타이 산의 분화에 따라 생성된 주젠지호의 유출하천 다이야 강에 있는 폭포이다. 낙차폭은 97m이며 일본 3대 폭포 중 하나이다.
중단부분부터는 12폭포로 불리는 복류수가 흘러나와 떨어져, 직하형의 게곤 폭포와 어울려 장관을 이룬다. 관광객을 배려해 폭포 주변에 엘리베이터가 설치되어 있어 폭포로 근접할 수 있다.
1931년 국가 명승지로 지정되었으며, 2007년에는 일본 지질 100선에 선정되었다.

## 자살의 명소
1903년 5월 22일 18세의 후지무라 미사오가 폭포 주변 물참나무에 유서를 남기고 투신 자살했다. 이후 4년 동안 유서를 보고 폭포에서 자살하는 사람들이 많아져 자살의 명소로 알려지게 되었다. 후지무라 미사오가 남긴 유서는《암두지감》이 제목인 글로 다음과 같다. 당시 경찰은, 유서의 난해함으로 정확한 판단이 어려워 입시 문제 등 삶의 고통으로 자살하였다고 결론내렸다.
| “ | 유유하도다 천양(天壤), 요요하도다 고금, 내 오척소구(五尺小軀)로 그 크기를 재보려 한다. 호레이쇼의 철학에 무슨 어소리티(Authority)가 있단 말이냐. 만유(萬有)의 진상은 단 한마디에 그치나니 왈(曰) ‘불가해(不可解)’. 내 이 한을 품고 번민 끝에 죽음을 각오했노라. 이미 폭포 바위에 서니 아무런 불안감도 없도다. 비로소 깨달았노라. 커다란 비관은 커다란 낙관과 일치한다는 것을. | ” |
|   | — 후지무라 미사오, 《암두지감》 |   |

그러나 후지무라의 죽음이 사실은 사랑과 관련된 것으로 후에 밝혀지게 되었다. 후지무라가 사랑한 여자인 마지마 치요의 아들인 도쿄공대 명예교수 사키카와 노리유키가 이를 입증하는 편지와 자료를 후지무라가 죽고 80여년 후에 공개하였다.
마지마 치요는 후지무라의 고향과 같은 홋카이도 출신의 명문의 재원인데다가 미인이었다고 전해진다. 마지마는 후지무라의 어머니에게서 다도를 배우고 있었으며, 그 때 후지무라가 알게 되었다고 한다. 후지무라는 내성적인 성격으로 사랑을 고백하지 못하고 고뇌에 빠졌었다. 그러다, 마지마에게 타카야마 로기유의 작품 『폭포로 가는 길』을 건네게 되었다. 책의 여백 곳곳에는 후지무라가 빨간 잉크로 사랑을 고백하는 시가 쓰여 있었다.
시는 아래와 같다.
| “ | 정사는 꽃이다. 그러기에 무정한 폭풍우에 흩날려 버리는 것이니. 그러나 순애는 달이다. 그러기에 월광처럼 봄 가을 없이 영원한 것이다. | ” |
|   | — 후지무라 미사오 |   |

그는 시의 끝에 사랑을 고백하지 못하는 것을 부끄러워 하여 자살한다는 것을 남기고 폭포로 향하여 폭포 주변의 나무에 유서 시를 남기고 자살한다.
일본 근대문학관은 후지무라의 절필을 역사적 자료로 보관할 계획이라고 한다.